# Treglio
Treglio es una localidad de 1.373 habitantes en la provincia de Chieti; forma parte de la Unión de municipios "Ciudades de la Frentania y costa dei trabocchi".

## Evolución demográfica
| Gráfica de evolución demográfica de Treglio entre 1861 y 2001 |
|                                                               |
| Fuente ISTAT - elaboración gráfica de Wikipedia               |

- Datos: Q51308
- Multimedia: Treglio / Q51308

1. ↑  Worldpostalcodes.org, código postal n.º 66030.
2. ↑  «Codici Catastali». Comuni-italiani.it (en italiano). Consultado el 29 de abril de 2017.